# BV news Publicaciones Científicas
BV news Publicaciones Científicas es la revista científica de la asociación sin ánimo de lucro Fotografía y Biodiversidad, se publica desde el año 2012.
Su ámbito incluye todos los aspectos de la biodiversidad y publica artículos, hallazgos, notas breves e investigación sobre botánica, micología, paleontología, ornitología y, con mayor frecuencia, sobre entomología. El ámbito espacial principal es la península ibérica, aunque no está restringido.
Los artículos se publican en la revista según acaban su proceso editorial, y anualmente se publica una edición con todos los artículos en un volumen en formato PDF y en papel. La revista está arbitrada, con lo que todos los manuscritos son revisados por expertos en la materia tratada.
El origen de esta revista radica en los descubrimientos, hallazgos e investigaciones que se derivan de las fotografías georreferenciadas que se alojan en Biodiversidad Virtual.
La revista es de acceso abierto, está indexada en el repositorio de revistas latinoamericano Red Iberoamericana de Innovación y Conocimiento Científico REDIB y los artículos se publican con  una licencia Creative Commons BY-NC-ND 4.0 Internacional.
La revista se encuadra dentro de los proyectos conocidos como ciencia ciudadana, en la que investigadores y ciudadanos colaboran mutuamente  y promueven el conocimiento y difusión de la ciencia.
La publicación albergó en 2015 y 2016, artículos en los que los autores describieron especies nuevas para la ciencia.